# Green Room (film)
Green Room è un film del 2015 scritto e diretto da Jeremy Saulnier.
Il film vede la partecipazione di Anton Yelchin, Imogen Poots e Patrick Stewart. La pellicola tratta la storia di una band punk che si ritrova attaccata da un gruppo di skinhead neo-nazisti, dopo aver assistito a un omicidio in un club dove stava suonando nel nord-ovest del Pacifico. Il film nasce dal desiderio di Saulnier di dirigere un thriller ambientato in una green room.

## Trama
La band punk Ain't Rights, composta da Pat, Sam, Reece e Tiger, è in viaggio attraverso l'Oregon, vivendo alla giornata tra concerti improvvisati e poche entrate. Dopo la cancellazione di una serata, accettano un'esibizione in un locale isolato dell’Oregon, frequentato da suprematisti bianchi e skinhead di estrema destra. Nonostante l’ambiente ostile, la band si esibisce con il loro caratteristico atteggiamento ribelle, provocando il pubblico con una cover di "Nazi Punks Fuck Off" dei Dead Kennedys. Lo spettacolo si conclude senza incidenti, ma quando Pat rientra nel camerino per recuperare un cellulare dimenticato, si imbatte nel cadavere di Emily, una ragazza brutalmente assassinata da Werm uno dei naziskin.
Rendendosi conto della gravità della situazione, il gruppo cerca di chiamare la polizia ma viene immediatamente bloccato da Gabe, un membro dell’organizzazione, e rinchiuso nella "green room" del locale. Il proprietario della struttura, Darcy, leader carismatico dei suprematisti, giunge rapidamente sul posto per gestire la situazione e decide di eliminare i testimoni. I ragazzi, consapevoli di essere in trappola, riescono a sopraffare Big Justin, la guardia incaricata di sorvegliarli, e gli sottraggono una pistola e un coltello. Tuttavia, ogni tentativo di negoziazione con Darcy si rivela inutile: quando Pat prova a cedere l’arma per ottenere il rilascio, viene brutalmente attaccato attraverso la porta.
A questo punto, i membri della band si rendono conto che nessuna tregua è possibile e che dovranno lottare per la propria sopravvivenza. Con Amber, un’altra giovane legata a Emily, al loro fianco, cercano disperatamente una via di fuga tra i corridoi oscuri del locale e i boschi circostanti, mentre gli uomini di Darcy e i loro cani da attacco li braccano senza pietà. Ogni tentativo di resistenza si trasforma in una lotta feroce, in cui l’astuzia e la disperazione diventano le loro uniche armi. Mentre il numero dei superstiti si assottiglia, la notte si trasforma in un estenuante gioco al massacro, dove il confine tra predatori e prede diventa sempre più sottile.

## Produzione
Le riprese principali si sono svolte nell'ottobre 2014 a Portland, in Oregon. Il film è stato finanziato e prodotto da Broad Green Pictures.

## Distribuzione
Green Room è stato presentato nella sezione Quinzaine des Réalisateurs al Festival di Cannes 2015. Nel 2015 al Toronto International Film Festival, il film si è classificato al terzo posto nella sezione Grolsch People's Choice Midnight Madness Award.

## Accoglienza
Il film è stato acclamato dalla critica. Su Metacritic detiene un punteggio di 79/100.